# Вајохину (Хаваји)
Вајохину (енгл. Waiohinu) насељено је место за статистичке потребе у америчкој савезној држави Хаваји. По попису становништва из 2010. у њему је живело 213 становника.

## Демографија
Према попису становништва из 2010. у граду је живело 213 становника.
| Група             | 2000.  | 2010.      |
| Белци             | . (.%) | 23 (10,8%) |
| Афроамериканци    | . (.%) | 0 (0,0%)   |
| Азијати           | . (.%) | 53 (24,9%) |
| Хиспаноамериканци | . (.%) | 22 (10,3%) |
| Укупно            | .      | 213        |